# 冈部幸明
冈部幸明（1941年4月24日—2018年1月26日）是一名日本男子游泳运动员。他在1964年夏季奥林匹克运动会中，参加了男子4x200米自由泳比赛并获得铜牌。
2018年1月26日，冈部因肺炎逝世。